# Fever (personaggio)
Fever, alter ego di Shyleen Lao, è un personaggio immaginario, supereroina dei fumetti DC Comics e membro della Doom Patrol. Comparve per la prima volta sulle pagine di Doom Patrol vol. 3 n. 1 (dicembre 2001), creata da John Arcudi (testi) e Tan Eng Huat (disegni).

## Biografia del personaggio

### Doom Patrol
Shyleen Lao fu un membro sino-statunitense della Doom Patrol formata dall'eccentrico milionario Thayer Jost. Anche dopo lo scioglimento della squadra, Shyleen rimase sottilmente attiva nella comunità eroica. Lei, e molti dei suoi colleghi della Patrol, parteciparono alla Messa per i supereroi caduti e scomparsi nella sesta parte della serie limitata Crisi infinita. I membri correnti della Doom Patrol, Vortext, Nudge, e il membro simile ad una scimmia Grunt, comparvero nel pannello, vicino a Shyleen e ai loro compagni. Il ritratto di Shyleen è appeso nel Castello Dayton in memoria degli ex membri della Doom Patrol.

### Teen Titans
In Giovani Titani (Teen Titans) n. 59, la si vede in una cella di contenimento vicino a Miss Martian e Kid Devil come una dei prigionieri sotto controllo mentale da parte del Dark Side Club. Miss Martian tentò di farla evadere, ma Shyleen era stata votata alla lealtà più cieca.

### Terror Titans
In Terror Titans n. 1, Fever dovette scontrarsi con Ravager. Ravager sconfisse la sua avversaria, che fu condannata a morte, ma si rifiutò di ucciderla. Fever venne quindi uccisa da un agente sconosciuto del Dark Side Club.

## Altre versioni
Shyleen è apparsa in Teen Titans n. 51-54 durante l'arco narrativo Titans Tomorrow, come membro della Titans Army sotto il nome in codice di Pandemic.

## Poteri e abilità
Shyleen possiede il potere della pirocinesi; per controllare il suo potere, Shyleen indossa dei guanti speciali che le permettono di concentrare la propria energia.